# Torrent de Vallcorba
El torrent de Vallcorba, també anomenat torrent del Pont del Berardo és un curs d'aigua del Vallès Occidental que neix a prop de la torre Berardo, al parc agrari de Sabadell, tot i que també recullles aigües de can Canya (Terrassa), i creua els termes de Sabadell i Sant Quirze del Vallès. Desemboca al marge esquerra del Riu Sec després de creuar el nucli de Sant Quirze, soterrat en part i a l'aire lliure al seu tram final, on recentment s'han dut obres d'adequació i renaturalització. Al seu pas per Can Gambús, s'hi troba una sínia del segle XIX que aprofitava l'aigua del freàtic superficial.